# Доброва при Прихови
Доброва при Прихови (словен. Dobrova pri Prihovi) је насељено место у општини Оплотница, Подравска регија, Словенија.

## Историја
До територијалне реорганизације у Словенији била је у саставу старе општине Словенска Бистрица.

## Становништво
У попису становништва из 2011. године, Доброва при Прихови је имала 55 становника.
| Број становника према пописима | Број становника према пописима | Број становника према пописима |
| ------------------------------ | ------------------------------ | ------------------------------ |
| 1991                           | 2002                           | 2011                           |
| 49                             | 51                             | 55                             |

Напомена: До 1998. исказивано под именом Доброва.